# Eriopyga vinobarbata
Eriopyga vinobarbata là một loài bướm đêm trong họ Noctuidae.